# Le Carnaval romain
Hội hóa trang ở Rome (tiếng Pháp: Le carnaval romain, H.95) là bản overture của nhà soạn nhạc người Pháp Hector Berlioz. Tác phẩm được viết ở cung La trưởng. Tác phẩm được viết với chất liệu của vở opera Benvenuto Cellini. Tác phẩm được sáng tác vào năm 1844 và được trình diễn lần đầu tiên vào ngày 3 tháng 2 năm 1844. Cũng vào năm đó, tác phẩm được xuất bản. Độ dài của bản overture là 10 phút. Tác phẩm được viết theo phong cách lãng mạn. Tác phẩm được sáng tác để dành cho dàn nhạc giao hưởng gồm có:
- 2 flute
- 2 oboe
- 2 clarinet
- 2 hoặc 4 bassoon
- 2 kèn horn
- 2 trumpet
- 3 trombone
- Timpani
- Triagle
- 2 tambourine
- Hạc cầm
- Nhạc cụ bộ dây